# Hans Scheike
Hans Gösta Louis Scheike (født 5. juni 1924, død 27. november 2019) var en svensk grafolog, som i 1988 blev dømt for seksuelle overgreb mod mindreårige.
Scheike udviklede en alternativ medicinsk behandlingsform, som han kaldte "risterapi". Formålet med risterapi er at bryde negative adfærdsmønstre og bearbejde psykiske spændinger hos kvinder. Hvis metoden udføres rigtigt, vil det føre til en dybere harmoni med patienten.
Sommeren 1988 drev Scheike, som dengang boede sammen med tre kvinder, en "sommerlejr" for unge piger. Under påskud af at arrangere ridelejr rekrutterede Scheike tre unge piger på 11, 11 og 13 år til at tilbringe sommeren på en gård i Bergslagen. Det viste sig hurtigt, at det ikke var en ridelejr, men et sted, hvor pigerne blev udsat for seksuelle overgreb. Sagen fik stor opmærksomhed i Sverige, og svensk presse kaldte Scheike og hans kvinder for "sexsekten". Scheike blev dømt til 6 års fængsel for seksuelle overgreb mod mindreårige. Kvinderne blev dømt for at hjælpe ham og fik op til 18 måneders fængsel. Scheike ankede dommen, og den blev senere reduceret til 3 år.